# 益田アンナ
益田 アンナ（ますだ あんな、本名及び旧芸名：益田 杏奈 (読み方同じ)、1994年〈平成6年〉10月16日 - ）は、日本のファッションモデル、グラビアアイドル、タレント、レースクイーン。
ミスFLASH2021グランプリ。日本レースクイーン大賞2022大賞受賞。大阪府出身。

## 略歴
2014年ドレスショップ「TIKA」のイメージモデルとしてモデルデビュー。
2017年、PACIFIC RACING TEAMのレースクイーンユニット『Pacific Fairies(パシフィックフェアリーズ)』のメンバーに加入。同年8月、大阪から東京に拠点を移し、エイジアプロモーションに所属。
2017年10月1日に開催された「ギャルパラ秋祭り」において『日本レースクイーン大賞2017 ～コスチューム部門～』の結果発表が行われ、所属する『Pacific Fairies(パシフィックフェアリーズ)2017』がグランプリを受賞。
2018年5月に行われた『JELLY専属モデルオーディション』を経て、同年11月号よりJELLY専属モデルに。同年11月5日発売の『週刊プレイボーイ』にて「平成最後のモグラ女子」としてグラビアデビュー。
2020年6月、光文社 主催の『ミスFLASH2021』へのエントリーを発表。オーディション中に虫垂炎を患うもファイナリスト15名の中に入り、2021年1月18日、『ミスFLASH』第15代目グランプリを受賞。この年は益田の他、霧島聖子・名取くるみとレースクイーン経験者が上位3名に入るという結果となり、発表号となったFLASH1589号（2021年2月2日号）では“史上最強”のキャッチフレーズが付いた。
2022年3月、『Pacific Fairies』に5年ぶりの復帰。先述の名取くるみや、日本レースクイーン大賞2021グランプリの川瀬もえ等と共働した。同年秋、『Adam byGMO 日本レースクイーン大賞2022』にエントリー。2023年1月14日、東京オートサロン2023メインステージで実施された表彰式において、日本レースクイーン大賞、テレビ東京賞を受賞。
2023年3月17日、同年2月でエイジアプロモーションを退社したことをSNSで発表。以後はフリーで活動する。同年8月2日、東京オートサロンの公式イメージガール『A-class』の2024年度メンバーに選ばれたことが発表された。この年のA-classは7年ぶりのオリジナル曲「Wind for xxx」も制作され、益田もステージで歌とダンスを披露した。

## 人物
- 趣味：日本酒を飲む事、旅行、海外ドラマ[2]、ポーカー、サウナ
- 特技：メイク、フラフープ、料理（得意料理はペペロンチーノ）[2]
- チャームポイント：肌[2]
- 好物：海鮮[2]
- 愛猫：真っ白なスコティッシュフォールド（オス、名前：とうふ）、ブリティッシュショートヘア（メス、名前：おもち、2023/5/20～）
- 座右の銘：No pain, No gain（痛みなくして得るものなし）
- 好きなアーティスト：Vaundy（ファンクラブ加入）
- 実家では多くの動物を飼っていた。ハムスター13匹、カメ4匹（名前；カメロン、メロン、ロン、ぷっちょ）など。
- コオロギを多量に繁殖させてしまったことなどから猛烈な虫嫌いとなる。無人島に1つ持っていけるとしたら何？という問いに「虫除けスプレー」と回答するほど。
- 幼い頃からメイクに興味を持ち、高校生の時には、友人の顔を借りて実験台とし、メイクの練習・研究を積み重ねた。
- 全く面識のない人から食べかけのチュッパチャップスを「差し入れです」と渡されたり、知らない人にいきなり抱えられてタクシーのボンネットに乗せられたりという経験あり[14]。
- 右耳が伸びる。
- Twitterのプロフィールに「よく人からポンコツと言われます。」とあるように、ポンコツエピソード多数あり。
- 小学生時代は家庭科クラブに所属、習い事でバレーを。中学生時代はテニス部に所属、習い事でダンスを。

### 交友関係
- エイジア時代の同僚だった佐分利眞由奈や伴優香と仲が良く、3人のトリオは“AMY”と呼ばれている。この3人で『AMY FAN MEETING』と題したイベントを2021年11月27日（於：原宿ストロボカフェ[15]）と2023年7月8日（於：新宿ワープ[16][17]）の2回行っている。
- 2017年のPacific Fairiesで共働した阿久津真央（日本レースクイーン大賞2017グランプリ）とは同じ大阪出身で、今でも仲が良い[18][動画 4]。

## 主な活動

### 写真集
- FLASHデジタル写真集　ミスFLASH2021（益田アンナ・霧島聖子・名取くるみ・高槻実穂）　史上最強！ （2021年2月16日発売、光文社）[8]
- FLASHデジタル写真集　益田アンナ　ミスFLASH2021グランプリ（2021年2月22日発売、光文社）[19]
- ミスFLASH2021写真集「Party Sisters」益田アンナ・霧島聖子・名取くるみ・高槻実穂（2022年1月25日発売、光文社）
- FLASHデジタル写真集　益田アンナ　魅惑のカラダ（2022年10月11日発売、光文社）
- GALS PARADISE PLUS特別編集 A-class Photo Book「BLOW WIND」（2024年1月12日発売、三栄）[注 2]
- 益田アンナ「Precious」デジタル写真集（らいんこ写真集 ===
- FLASHデジタル写真集　ミスFLASH2021（益田アンナ・霧島聖子・名取くるみ・高槻実穂）　史上最強！ （2021年2月16日発売、光文社）[8]
- FLASHデジタル写真集　益田アンナ　ミスFLASH2021グランプリ（2021年2月22日発売、光文社）[20]
- ミスFLASH2021写真集「Party Sisters」益田アンナ・霧島聖子・名取くるみ・高槻実穂（2022年1月25日発売、光文社）
- FLASHデジタル写真集　益田アンナ　魅惑のカラダ（2022年10月11日発売、光文社）
- GALS PARADISE PLUS特別編集 A-class Photo Book「BLOW WIND」（2024年1月12日発売、三栄）[注 2]
- 益田アンナ「Precious」デジタル写真集（2025年2月9日発売、ラインコミュニケーションズ）
- 益田アンナ 1st写真集「Fragments of glow」（2025年6月24日発売、玄光社）

### 写真展
- Crystal Times ANNA MASUDA PHOTO EXHIBITION ―Photo by i-dee―（2025年2月1日 - 9日、AtelierY原宿）

### イメージDVD
- ミスFLASH2021（2021年4月20日発売、ラインコミュニケーションズ）[21]
- Precious（2024年9月20日、ラインコミュニケーションズ）[22][23]

### CD
- A-class 2024「Wind for xxx」（2024年1月12日発売、三栄）[注 2][動画 3]

### 雑誌
- CARトップ（2018年4月号、交通タイムス社）[動画 5]
- 週刊プレイボーイ（No.47 2018年11月19日号、集英社）[6]
- JELLY（2018年9月号、11月号より専属）[24]
- FLASH（No.1568 2020年7月28日・8月4日号、光文社）　ミスFLASH2021候補者50名[25]
- FLASH（No.1571 2020年9月1日号、光文社）　ミスFLASH2021セミファイナリスト30名[26]
- FLASH（No.1574 2020年9月22日号、光文社）　ミスFLASH2021セミファイナリスト30名中間報告[27]
- FLASH（No.1576 2020年10月13日号、光文社）　ミスFLASH2021ファイナリスト12名[28]
- FLASH（No.1579 2020年11月3日号、光文社）　ミスFLASH2021ファイナルバトル第2ラウンド結果速報、裏表紙争奪バトル4位[29]
- FLASH（No.1589 2021年2月2日号、光文社）表紙（4人集合）、巻頭グラビア（4人集合）、裏表紙（4人集合）[30][動画 2]
- FLASH（No.1590 2021年2月9日号、光文社）　ソログラビア[31][32]
- FLASH（No.1592 2021年2月23日号、光文社）　裏表紙（4人集合）[33]
- FLASH（No.1594 2021年3月2日号、光文社）　裏表紙（4人集合）
- グラビア傑作選glamorousFLASH（2021年3月23日発売、光文社）　ソログラビア
- 臨時増刊ラヴァーズ（VOL.19 2021年4月21発売、大洋図書）　グラビア
- 週刊実話（2021年4月15日号、日本ジャーナル出版）
- FLASH（No.1599 2021年4月20日号、光文社）　裏表紙（4人集合）
- FLASH（No.1603 2021年5月25日号、光文社）　裏表紙（4人集合）
- FLASH（No.1606 2021年6月15日号、光文社）　裏表紙（4人集合）
- FLASH（No.1608 2021年6月29日号、光文社）　4人集合
- FLASH（No.1610 2021年7月20日号、光文社）　裏表紙（4人集合）
- 週刊プレイボーイ（No.31・32 2021年8月9日号、集英社）
- グラビアガールズ可愛いは正義!!（2021年8月23日発売、三和出版）　表紙　ソログラビア
- ジャーロ（No.78 2021年9月24日発売、光文社）
- 週刊SPA!（2021/10/19・26合併号、扶桑社）　傑作選グラビア33人
- FLASH（No.1626 2021年12月14日号、光文社）　ミスFLASH2021卒業グラビア（ソロ）
- FLASH（No.1629 2022年1月4・11・18日号、光文社）　グラドルと会って○○○できる夢の権利
- ヤングガンガン（2022.2.4 No.03　2022年1月21日発売、スクウェア・エニックス）
- FLASH（No.1657 2022年8月23・30日号、光文社）　グラビア　イベントレポート
- ギャルズパラダイス 2022日本レースクイーン大賞特集（2022年11月17日発売、三栄）
- ギャルズパラダイス 2023東京オートサロン編（2023年2月27日発売、三栄）
- ギャルズパラダイス 2023DVDスペシャル（2023年12月22日発売、三栄）　2024 A-Class特集
- EX MAX!（2024年11月号、ぶんか社）　グラビア
- MEN'S DVD （2024年11月号、三和出版）　グラビア
- 週刊実話 （2024年10月24日号、日本ジャーナル出版）　表紙、グラビア
- PEACE COMBAT（2025年01月号、astowa books）

### ドラマ
- 東京独身男子 第4話（2019年5月11日、テレビ朝日）
- コンフィデンスマンJP 運勢編（2019年5月18日、フジテレビ） - ミドリ 役
- まだ結婚できない男 第9話（2019年12月3日、関西テレビ） - バーの女 役
- オトナの土ドラ 隕石家族（2020年4月11日 - 2020年5月30日、東海テレビ）
- M 愛すべき人がいて（2020年4月18日 - 2020年7月4日、テレビ朝日） - バー店員 役
- 酒癖50 第1話（2021年7月15日、Ameba TV） - クラブホステス 役
- WOWOWオリジナルドラマ ヒル Season2 第1話（2022年4月15日、WOWOWプライム）
- 港区女子　第4話（2022年7月22日、東京カレンダーWebドラマ）

### バラエティ
- オンナのマタヂカラ（2015年2月11日、MBS)
- 今ドキッと！？（2015年7月7日 - 2015年9月22日、サンテレビ） - レギュラー
- GACKTプロデュース!POKER×POKER 1月大会#2、2月大会#3、3月大会#2・#4、12期#1・#3、13期決勝、韓国頂上最終決戦SP（2019年、AbemaTV） - ディーラー 役
- キングオブコント（2020年9月26日、TBS） - アシスタント[34]
- テリー伊藤の今夜も傾奇流（2019年7月17日 - 2020年4月22日、BSフジ） - 傾奇娘レギュラー
- TIPSTAR（2020年7月3日、8月3日、8月30日、9月24日、10月26日、11月28日、12月26日、2021年2月28日、3月11日、4月4日、5月16日、6月23日、競輪予想配信アプリ） - エイジアガールズ
- 極楽山本とロンブー亮のARIGATEENA TV（2021年5月30日、テレビ埼玉）
- 教えてもらう前と後（2021年7月5日、MBS・TBS系）　- カップ焼きそばラバー
- グラドル向上委員会（仮）#6（2021年7月20日、BSスカパー!）　- レースクイーンSP
- グラドル向上委員会（仮）#7（2021年8月16日、BSスカパー!）　- 森咲智美ランジェリープロデュース企画
- 山里ゼミナール ～テレビに出たい女たち～ 第1話（2021年8月26日、Paravi）
- WG POKER JAPAN ポーカー最強女子決定戦!! 第6話（2021年8月30日、GYAO!）1st STAGE
- WG POKER JAPAN ポーカー最強女子決定戦!! 第8話（2021年9月13日、GYAO!）1st STAGE 振り返り
- WG POKER JAPAN ポーカー最強女子決定戦!! 第9話（2021年9月20日、GYAO!）2nd STAGE
- WG POKER JAPAN ポーカー最強女子決定戦!! 第12話（2021年10月11日、GYAO!）2nd STAGE 振り返り
- WG POKER JAPAN ポーカー最強女子決定戦!! 第14話（2021年10月25日、GYAO!）敗者復活戦
- 秋の超豊作 さんま御殿 メダリスト＆大物2世イライラ美人妻の逆襲（2021年10月12日、日本テレビ）
- 実話怪談倶楽部 The Secret～第四十四怪～（2021年11月5日、フジテレビONE）
- デートなう case06（2021年11月10日、テレビ大阪）[動画 6]
- 東京バズストーリー（2021年11月27日、仙台放送）
- クズミリオン（2022年3月23日、TBS）
- ヒロミ・指原の“恋のお世話始めました”（2022年3月31日、テレビ朝日・Ameba TV）
- 坂上&指原のつぶれない店（2022年5月15日、TBS）　-ワークマン女子
- ポーカー美女最強決定戦vol1（2022年7月15日、SPA!主催、YouTube Live配信）[動画 7]
- m HOLD‘EM メディア対抗戦[35]（2022年11月9日、m HOLD‘EM公式観戦アプリ）‐ FLASH代表
- 【呑み鉄】２月３日、４日 北千住駅 #ふらっと呑み鉄 東武沿線酒蔵巡り キックオフイベント開催（2023年1月28日、YouTube【公式】東武鉄道チャンネル / TOBU Railway）[動画 8]
- チャリロト公式Youtube林雄一の競輪「喜喜IPPATSU」（2024年6月19日、6月29日、7月18日、8月1日、8月29日、9月1日、9月2日、YouTube Live配信）
- 宇都宮競輪らいとくらぶ（2024年7月13-15日、YouTube Live配信）
- WINTICKET ミッドナイト競輪（2024年8月11日、ABEMA）
- 益田アンナの成長日記（2024年9月13日-、ニコニコチャンネル＋）
- Gヘルスケア（2025年1月23日 - 、TBS）木曜日担当
- ねこみみ! girl’s live｜GIIIオールレディース競走 レディース笹川杯準優勝戦（2025年4月11日、YouTube Live配信）
- いい伊豆みつけた（2025年5月[36][37] - 、伊豆急ケーブルネットワーク） - レポーター
  - 花咲く熱海、味わう伊東〜とっておき旅紀行〜（2025年5月第2週）[36]
- ボートレース常滑YouTube配信『ねこみみ！GIRL’SLIVE』（2025年5月23日、YouTube Live配信）
- ボートレースまるがめ SG 第52回ボートレースオールスター 2日目 生配信『Dガールズ -2nd Season-』（2025年5月28日、YouTube Live配信）
- オッズパーク YouTube縦型競輪生配信（2025年6月8日、YouTube Live配信）

### ラジオ
- ソラトニワ銀座（2015年9月27日）
- オレたちゴチャ・まぜっ!〜集まれヤンヤン〜（2019年4月20日 - 2020年4月18日、MBSラジオ） - ヤンヤンガールズ11期生
- めっちゃよきラジ（2020年10月23日、2021年1月22日、渋谷クロスFM）[動画 9]
- 益田アンナのほろ酔いのひと時（2023年6月11日 - 、ラジオクロニクル）
- にゃんドル☆わんドル produced by 8-P & PETNAVI（2024年10月4日 - 、渋谷クロスFM） - パーソナリティ

### ファッションショー
- WAKAYAMA COLLECTION（2014年11月23日、ノーリツアリーナ和歌山）
- 第3回アメホリコレクション（2014年10月25日、湊町リバープレイス）
- ファッションリーダーズreal.1（2015年4月12日、京セラドーム大阪）
- 神戸コレクション 2015S/S（2015年3月6日、ワールド記念ホール）
- 関西コレクション 2015S/S（2015年4月12日、京セラドーム大阪）
- ファッションリーダーズreal.2（2015年7月30日、なんばHatch）
- 広島カラフルコレクション（2015年8月22日、広島マリーナホップ）
- 関西コレクション 2015A/W（2015年9月23日、京セラドーム大阪）
- Nagoya Neo Style（2015年10月3日、Vanilla Night Cafe）
- 第4回アメホリコレクション（2015年12月22日、Zepp Namba）
- 関西コレクション 2016S/S（2016年2月28日、京セラドーム大阪）
- ファッションリーダーズreal.4（2016年5月14日、なんばHatch）
- 関西コレクション 2016A/W（2016年9月18日、京セラドーム大阪）
- ファッションリーダーズreal.5（2016年12月23日、なんばHatch）
- ガールズアワード（2017年9月16日、国立代々木競技場 第一体育館）[38]
- TGC しずおか 2019（2019年1月12日、ツインメッセ静岡）
- TGC BEACH 2019 OTODAMA SEA STUDIO（2019年8月9日、三浦海岸 OTODAMA SEA STUDIO）

### レースクイーン
- スーパー耐久 最終戦 鈴鹿 WTCC ADVAN GAL（KONDO Racing)　(2015年10月25日） - スポット参戦
- SUPER GT 2017 PACIFIC with GULF RACING「Pacific Fairies」（他メンバー：阿久津真央、川崎あや、嶋田美彩、立花はる、Haruka）[39]
- SUPER GT 2022 PACIFIC CARGUY RACING「Pacific Fairies」（他メンバー：川瀬もえ、名取くるみ、広瀬晏夕、小林ソラ、七瀬なな）[9]

### イベント・展示会
- 東京オートサロン2015（2015年1月9日 - 11日、幕張メッセ） - VITT
- 大阪オートメッセ（2015年2月13日 - 15日、インテック大阪） - WALD
- 大阪オートメッセ（2016年2月12日 - 14日、インテック大阪） - WALD
- AMC MOTOR SHOW（2016年5月29日、韓国） - JUNCTION PRODUCE
- AF VIPFEST JAPAN 2017（2017年1月29日、ATCホール） - JUNCTION PRODUCE
- 大阪オートメッセ（2017年2月10日 - 12日、インテック大阪） - WALD
- NJCF 2017 EAST MISSION（2017年10月8日、北見ファミリーランド） - JUNCTION PRODUCE
- 東京オートサロン2018（2018年1月12日 - 14日、幕張メッセ） - JUNCTION PRODUCE
- TOKYO SAKE FESTIVAL 2022（2022年10月5日、新宿住友ビル三角広場）
- WEC富士（2023年9月8日 - 10日、富士スピードウェイ） - WECグリッドガール[注 3]
- JAPAN MOBILITY SHOW（2023年10月28日、11月5日） - 東京オートサロン A-class[注 4]
- フォーラムエイト・ラリージャパン2023（2023年11月16日 - 19日、豊田スタジアム） - RALLY JAPAN GIRLS 2023[注 5]
- 東京オートサロン2024（2024年1月12日 - 14日、幕張メッセ） - A-class[13]

### イメージモデル
- TIKA（ドレスショップ）　2014年 - [43]
- IRMA（ドレスショップ）　2014年 - [44]
- Make me Happy shop（コスメ）　2014年
- momo JEWELRY（ジュエリーショップ）　2015年 - 2016年
- dabuwawa（アパレル）　2015年
- Fay May（アパレル）　2015年[45]
- JSBC SNOWTOWN（スノーボードショップ）　2016年
- 韓国観光公社オフィシャル広報ガール　2016年[46]
- ANJOE（バッグ）　2017年
- SweetAngel（着物）　2017年
- DoulaDoula（アパレル）　2017年
- 第100回全国高校野球選手権大会キャッチフレーズコンテスト（朝日新聞）　2017年[47]
- BELLE GROW BLOSSOM（美容室）　2017年
- ニッセン（アパレル）　2017年[48]
- OC STYLE（アパレル）　2017年
- アジアン・ルマン・シリーズ（耐久レース）　2017年12月3日
- アベイル（アパレル）　2017年 - 2018年
- RESEXXY（アパレル）　2019年
- AMBIENT（アパレル）　2021年

### パチンコ
- Lラブ嬢3〜Wご指名はいかがですか？〜（2023年12月、スマスロ、アムテックス）[49]
- Pラブ嬢 〜極嬢のハーレム体験〜（2024年5月、パチンコ、アムテックス）[50]

### ラウンドガール
| 年     | 大会名 | ユニット名  | 他メンバー                                                                             |
| ------ | ------ | ----------- | -------------------------------------------------------------------------------------- |
| 2024年 | RISE   | R-1SE Force | 桜りん、セラ、七瀬なな、ぽぽちゃん、川瀬もえ、名取くるみ、真木しおり、松田彩花、村上楓 |
| 2025年 | RISE   | R-1SE Force | 桜りん、セラ、七瀬なな、川瀬もえ、名取くるみ、真木しおり                               |